# Егіль Нервік
Егіль Нервік (норв. Egil Nervik, нар. 8 травня 1957, Тронгейм) — колишній норвезький футбольний арбітр. Арбітр ФІФА з 1987 по 1992 рік.
Нервік обслуговував фінал Кубка Норвегії 1986 року між «Тромсе» і «Ліллестремом» у Тромсе (4:1), а також фінал Кубка Норвегії 1989 року між «Мольде» і «Вікінгом»
На міжнародному рівні працював з 1987 по 1992 рік, працював на матчах Молодіжного чемпіонату світу 1989 року та Молодіжного чемпіонату Європи 1992 року.